# 62ª Mostra internazionale d'arte cinematografica di Venezia
La 62ª edizione della Mostra internazionale d'arte cinematografica di Venezia si è svolta a Venezia, Italia, dal 31 agosto al 10 settembre 2005. Il Leone d'oro è stato assegnato a I segreti di Brokeback Mountain di Ang Lee.

## La giuria
La Giuria Internazionale della 62ª Mostra internazionale d'arte cinematografica di Venezia è così composta:
- Dante Ferretti (Italia, scenografo) - Presidente
- Acheng (Cina, scrittore e sceneggiatore)
- Claire Denis (Francia, regista)
- Edgar Reitz (Germania, regista)
- Emilíana Torrini (Islanda, musicista e attrice)
- Christine Vachon (Stati Uniti d'America, produttrice)
- Amos Gitai (Israele, regista)

## Sezioni principali

### Film in concorso
- Changhen ge, regia di Stanley Kwan (Hong Kong/Cina)
- Gabrielle, regia di Patrice Chéreau (Francia/Italia/Germania)
- Garpastum, regia di Aleksej German (Russia)
- Good Night, and Good Luck., regia di George Clooney (Stati Uniti d'America/Francia/Regno Unito/Giappone)
- I fratelli Grimm e l'incantevole strega (The Brothers Grimm), regia di Terry Gilliam (Stati Uniti d'America/Repubblica Ceca/Regno Unito)
- I giorni dell'abbandono, regia di Roberto Faenza (Italia)
- I segreti di Brokeback Mountain (Brokeback Mountain), regia di Ang Lee (Stati Uniti d'America/Canada)
- La bestia nel cuore, regia di Cristina Comencini (Italia/Francia/Regno Unito/Spagna)
- La seconda notte di nozze, regia di Pupi Avati (Italia)
- Lady Vendetta (Chinjeolhan geumjassi), regia di Park Chan-wook (Corea del Sud)
- Les amants réguliers, regia di Philippe Garrel (Francia)
- Mary, regia di Abel Ferrara (Italia/Francia/Stati Uniti d'America)
- O Fatalista, regia di João Botelho (Portogallo/Francia)
- Persona non grata, regia di Krzysztof Zanussi (Polonia/Italia/Russia/Francia)
- Proof - La prova (Proof), regia di John Madden (Stati Uniti d'America)
- Romance & Cigarettes, regia di John Turturro (Stati Uniti d'America)
- Specchio magico (Espelho magico), regia di Manoel de Oliveira (Portogallo)
- Takeshis', regia di Takeshi Kitano (Giappone)
- The Constant Gardener - La cospirazione (The Constant Gardener), regia di Fernando Meirelles (Regno Unito/Germania/Stati Uniti d'America/Cina)
- Verso il sud (Vers le sud ), regia di Laurent Cantet (Francia/Canada)

### Film fuori concorso
- Fragile - A Ghost Story (Frágiles), regia di Jaume Balagueró
- Backstage di Emmanuelle Bercot
- La sposa cadavere di Tim Burton
- Perhaps Love di Peter Ho-sun Chan
- All the Invisible Children di Mehdi Charef, Emir Kusturica, Spike Lee, Kátia Lund, Jordan Scott, Ridley Scott, Stefano Veneruso, John Woo
- Elizabethtown di Cameron Crowe
- The Exorcism of Emily Rose di Scott Derrickson
- Edmond di Stuart Gordon
- Casanova di Lasse Hallström
- Cinderella Man - Una ragione per lottare di Ron Howard
- L'educazione fisica delle fanciulle (The Fine Art of Love-Mine Haha) di John Irvin
- Initial D di Andrew Lau e Alan Mak
- The Descent di Neil Marshall
- Yōkai daisensō di Takashi Miike
- Final Fantasy VII: Advent Children di Tetsuya Nomura
- Le parfum de la dame en noir di Bruno Podalydès
- Four Brothers - Quattro fratelli di John Singleton
- Bubble di Steven Soderbergh
- Seven Swords di Tsui Hark (film d'apertura)

#### Eventi speciali
- Nausicaä della Valle del vento (Kaze no tani no Naushika) di Hayao Miyazaki
- Porco Rosso (Kurenai no buta) di Hayao Miyazaki
- On Your Mark di Hayao Miyazaki

### Orizzonti
- Drawing Restraint 9 di Matthew Barney
- Musikanten di Franco Battiato
- Pervye na lune di Aleksey Fedortchenko
- Arido Movie di Lirio Ferreira
- Workingman's Death di Michael Glawogger
- Il grande silenzio di Philip Gröning
- L'ignoto spazio profondo (The Wild Blue Yonder) di Werner Herzog
- Vokaldy paralelder di Rustam Khmdamov
- Yolda di Erden Kiral
- East of Paradise di Lech Kowalski
- Hongyan di Li Yu
- Carmen di Jean-Pierre Limosin
- Veruschka - (m)ein inszenierter Körper di Paul Morrissey e Bernd Böhm
- Wuqiong dong di Ning Ying
- Texas di Fausto Paravidino
- Ogni cosa è illuminata (Everything is Illuminated) di Liev Schreiber
- La dignità degli ultimi (La dignidad de los nadies) di Fernando E. Solanas

#### Fuori concorso
- La vita segreta delle parole (La vida secreta de las palabras) di Isabel Coixet

#### Evento speciale
- Kill Gil (vol. I) di Gil Rossellini

### Corto Cortissimo

#### In concorso
- "113" di Jason Brandenberg 19'
- "Contracuerpo" di Eduardo Chapero-Jackson 17'
- "A case of you" di Jack Davies 18'
- "The Mechanicals" di Leon Ford 8'
- "Au Petit Matin" di Xavier Gens 15'
- "Come on Strange" di Gabriela Gruber 4'
- "Happy Birthday" di Jun-won Hong 20'
- "Ballada" di Marcell Iványi 12'
- "Butterflies" di Max Jacody 12'
- "Tube Poker" di Simon Levene 15'
- "Small Station" di Lin Chien Ping 30' (vincitore come miglior corto)
- "Trevirgolaottantasette" di Valerio Mastandrea 12'
- Giorno 122 di Fulvio Ottaviano 22'
- "Da ikhos dghech chveni dghe dghegrdzeli" di Georgy Paradzanov 22'
- "P.E.O.Z." di Christo Petrou 11'
- "Layla Afel" di Leon Prudovsky 30'
- "Flesh" di Édouard Salier 9'
- "A rapariga da mão morta" di Alberto Seixas Santos 16'
- "Rien d'insoluble" di Xavier Seron 15'
- "The Glass Beads" di Angeles Woo 9'
- "La Apertura" di Duska Zagorac 22'

#### Fuori concorso
- "De Glauber para Jirges" di André Ristum 16'

#### Eventi speciali
Incroci
- "La Trama di Amleto" di Salvatore Chiosi 20'
- "Compleanno" di Sandro Dionisio (Italia) 22'
- "Five Minutes, Mr Welles" di Vincent D'Onofrio 32'
- "Naufragi di Don Chisciotte" di Dominick Tambasco 30'

Tra Europa e Medio Oriente
- "Quelques miettes pour les oiseaux" di Nassim Amaouche 27'
- "De quelle couleur sont les murs de votre maison?" di Timon Koulmasis 18'
- "Diaspora" di Ula Tabari 16'

Scuole di cinema
Centro Sperimentale di Cinematografia - Scuola Nazionale di Cinema
- "Un posto libero" di Eros Achiardi 32'
- "Nature" 35'
  - "Manichini" di Marco Danieli
  - "Al buio" di Fabio Mollo
  - "Consuelo" di Carlo Pisani

London Film School
- "Vado a messa" di Ginevra Elkann 9'

## Sezione di restauri e riproposte

### Storia Segreta del Cinema Asiatico
Speciale sezione monografica dedicata alla Storia Segreta del Cinema Cinese (1934-1990).
- "Dalu" (1934) di Sun Yu
- "Taoli jie" (1934) di Ying Yunwei
- "Xin nüxing" (1935) di Cai Chusheng
- "Malu tianshi" (1937) di Yuan Muzhi
- "Shizi jietou" (1937) di Shen Xiling
- "Song at Midnight" (Yeban gesheng) (1937) di Ma-Xu Weibang
- "Tieshan gongzhu" (1941) di Wan Laiming e Wan Guchan
- "Xiaocheng zhi chun" (1947) di Fei Mu
- "Wuya yu maque" (1949) di Zheng Junli
- "San Mao liulang ji" (1949-50) di Zhao Ming e Yan Gong
- "Wo zhe yibeizi" (1949-50) di Shi Hui
- "Wutai jiemei" (1965) di Xie Jin
- "Zhonglie tu" (1975) di King Hu
- "Yige he bage" (1983) di Zhang Junzhao
- "Mama" (1990) di Zhang Yuan

Speciale sezione monografica dedicata alla Storia Segreta del Cinema Giapponese (1926-1978).
- "Chokon" (1926) by Daisuke Ito
- "Chuji tabi nikki" (1927) by Daisuke Ito
- "Oatsurae Jirokichi koshi" (1931) by Daisuke Ito
- "Tange Sazen yowa - Hyakuman ryo no tsubo" (1935) by Sadao Yamanaka
- "Kouchiyama Soshun" (1936) by Sadao Yamanaka
- "Ninjo kamifusen" (1937) by Sadao Yamanaka
- "Enoken no gambari senjutsu" (1939) by Nobuo Nakagawa
- "Genroku Chusingura" (1941-1942) by Kenji Mizoguchi
- "Meito Bijomaru" (1945) by Kenji Mizoguchi
- "Sanjusangendo toshiya monogatari" (1945) by Mikio Naruse
- "Yokihi" (1955) by Kenji Mizoguchi
- "Dokufu Takahashi Oden" (1958) by Nobuo Nakagawa
- "Tokaido Yotsuya kaidan" (1959) by Nobuo Nakagawa
- "Kutabare gurentai" (1960) by Seijun Suzuki
- "Akumyo" (1961) di Tokuzo Tanaka
- "Hakuchu no buraikan" (1961) di Kinji Fukasaku
- "Zato Ichi monogatari" (1962) di Kenji Misumi
- "Tantei jimusho 23 - Kutabare akutodomo" (1963) di Seijun Suzuki
- "Dai satsujin" (1964) di Eiichi Kudo
- "Hana to doto" (1964) di Seijun Suzuki
- "Mushuku mono" (1964) di Kenji Misumi
- "Nihon kyokaku den" (1964) di Masahiro Makino
- "Ookami to buta to ningen" (1964) di Kinji Fukasaku
- "Oretachi no chi ga yurusanai" (1964) di Seijun Suzuki
- "Zato Ichi kessho tabi" (1964) di Kenji Misumi
- "Meiji kyokaku den - Sandaime shumei" (1965) di Tai Kato
- "Kutsukake Tokijiro- Yukyo ippiki" (1966) di Tai Kato
- "Hibotan bakuto - Hanafuda shobu" (1969) di Tai Kato
- "Nihon boryokudan - Kumicho" (1969) di Kinji Fukasaku
- "Hibotan bakuto - Oryu sanjo" (1970) di Tai Kato
- "Bakuto gaijin butai" (1971) di Kinji Fukasaku
- "Gendai yakuza - Hitokiri yota" (1972) di Kinji Fukasaku
- "Jingi naki tatakai" (1973) di Kinji Fukasaku
- "Jingi no hakaba" (1975) di Kinji Fukasaku
- "Kenkei tai soshiki boryoku" (1975) di Kinji Fukasaku
- "Yakuza no hakaba - Kuchinashi no hana" (1976) di Kinji Fukasaku
- "Yagyu ichizoku no inbo" (1978) di Kinji Fukasaku

### Storia Segreta del Cinema Italiano / 2
Speciale sezione monografica sul cinema italiano (1946-1976)
Casanova on the screen
- "Il cavaliere misterioso" (1948) di Riccardo Freda
- "Le avventure di Giacomo Casanova" (1955) di Steno (versione restaurata)
- "Infanzia, vocazione e prime esperienze di Giacomo Casanova, veneziano" (1969) di Luigi Comencini
- "Il Casanova di Federico Fellini" (1976) di Federico Fellini (versione restaurata)

Homage to Fulvio Lucisano
- "Terrore nello spazio" (1965) di Mario Bava (versione restaurata)
- "Le spie vengono dal semifreddo" (1966) di Mario Bava (versione restaurata)
- "Cosa avete fatto a Solange?" (1972) di Massimo Dallamano (versione restaurata)
- "Il medaglione insanguinato" (1975) di Massimo Dallamano (versione restaurata)
- "Un mondo perfetto - Realtà, sogno e pubblicità" (antologia del cinema) di Nino Pagot (1946-1957) and Gibba

Pier Paolo Pasolini (1922-1975)
- "Salò o le 120 giornate di Sodoma" (1975) di Pier Paolo Pasolini (versione restaurata)
- "Banditi a Orgosolo" (1961) di Vittorio De Seta (versione restaurata)

## I premi
La mostra ha assegnato i seguenti riconoscimenti:
- Leone d'Oro
  - Leone d'Oro al miglior film: I segreti di Brokeback Mountain di Ang Lee
  - Leone d'Oro alla carriera: a Hayao Miyazaki e Stefania Sandrelli
- Leone d'Argento
  - Gran premio della giuria: Mary di Abel Ferrara
  - Premio speciale per la regia: Les amants réguliers di Philippe Garrel
- Coppa Volpi
  - Coppa Volpi per la miglior interpretazione maschile: David Strathairn per Good Night, and Good Luck.
  - Coppa Volpi per la miglior interpretazione femminile: Giovanna Mezzogiorno in La bestia nel cuore
- Premio Osella
  - Premio Osella per la migliore sceneggiatura: George Clooney e Grant Heslov in Good Night, and Good Luck.
  - Premio Osella per il migliore contributo tecnico: William Lubtchansky per la fotografia del film Les amants réguliers
- Premio Marcello Mastroianni, ad un attore o attrice emergente: Ménothy Cesar in Vers le sud

Leone Speciale per il complesso dell'opera a Isabelle Huppert.

## I numeri della 62ª Mostra
- Numero dei titoli visionati:
- Numero dei lungometraggi in pellicola presentati:
  - In concorso: 19
  - Fuori concorso: 19 + 3 eventi speciali (di cui un cortometraggio)
  - Venezia Orizzonti: 17 + 1 fuori concorso e 1 evento speciale
  - Venezia Corto Cortissimo: 21 + 1 fuori concorso e 12 eventi speciali